# پارکینز میلز (ویرجینیا)
پارکینز میلز (به انگلیسی: Parkins Mills) یک منطقهٔ مسکونی در ایالات متحده آمریکا است که در شهرستان فردریک، ویرجینیا واقع شده‌است.